# Guido von Starhemberg

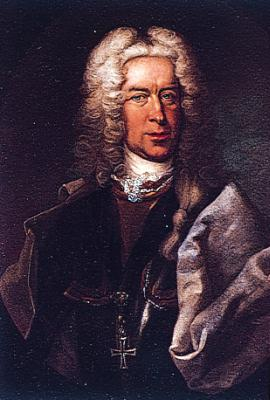
Guido von Starhemberg

Guido (Guidobald) von Starhemberg (ur. 11 listopada 1657 w Grazu, zm. 7 marca 1737 w Wiedniu) – wódz austriacki, feldmarszałek wojsk cesarskich.
Podczas wojny o sukcesję hiszpańską od roku 1703 jako dowodzący uczestniczył w kampanii wojsk habsburskich w północnych Włoszech. 5 lutego 1704 został mianowany marszałkiem polnym. Od 1706 zwalczał powstanie Rakoczego na Węgrzech. W 1708 przejął dowództwo nad wspierającymi arcyksięcia Karola wojskami alianckimi w Hiszpanii.
Na dworze wiedeńskim należał do najzawziętszych wrogów księcia Eugeniusza Sabaudzkiego, o którego popularność i sukcesy wojenne był zazdrosny. W latach 1716–1718 zastępował go przejściowo jako przewodniczący Hofkriegsratu, gdy książę prowadził wojnę z Turcją.
Jego kuzynem był Ernst Rüdiger von Starhemberg.